# Liu Lingling
Liu Lingling (chinesisch 刘灵玲; * 8. November 1994 in Fuzhou) ist eine chinesische Trampolinturnerin.

## Erfolge
Liu Lingling wurde 2014 in Daytona Beach sowohl im Einzel als auch im Synchronspringen mit Li Meng Weltmeisterin. 2015 verpasste sie in Odense im Einzel als Zweite knapp die Titelverteidigung, sicherte sich dafür aber in der Mannschaftswertung die Goldmedaille. Den Erfolg mit der Mannschaft wiederholte Liu 2017 in Sofia. Ein Jahr später gewann Liu bei den Asienspielen in Jakarta in der Einzelkonkurrenz ebenfalls die Goldmedaille.
Bei den 2021 ausgetragenen Olympischen Spielen in Tokio qualifizierte sich Liu mit 105,470 Punkten als Erste für den Finalwettbewerb. Diesen beendete sie mit 56,350 Punkten hinter ihrer Landsfrau Zhu Xueying und vor der Britin Bryony Page auf dem zweiten Platz und gewann die Silbermedaille.